# Richard Grenell
Richard Allen Grenell (Jenison, 18 settembre 1966) è un ambasciatore e politico statunitense.

## Biografia
Richard Allen Grenell si è laureato all'Università Harvard e fa parte del Partito Repubblicano Grenell è stato un portavoce del Dipartimento di Stato degli Stati Uniti presso le Nazioni Unite durante l'amministrazione di George W. Bush. Dopo il suo incarico al Dipartimento di Stato, ha fondato Capitol Media Partners, una società di consulenza politica; è stato anche un collaboratore di Fox News. Grenell è stato un portavoce della politica estera di Mitt Romney durante la sua campagna presidenziale del 2012. 
Nel 2020 è stato direttore ad interim della National Intelligence (DNI) sotto il presidente Donald Trump. Membro del Partito Repubblicano, Grenell è stato ambasciatore degli Stati Uniti in Germania dal 2018 al 2020 e inviato speciale presidenziale per i negoziati di pace in Serbia e Kosovo dal 2019 al 2021.